# Porra antequerana
La porra antequerana, también conocida localmente como porra fría o porra crúa, es una sopa fría típica de Antequera, ciudad andaluza, y también de Málaga capital, de la provincia de Málaga (España). Este plato basado en el salmorejo cordobés, se elabora con tomates, pan de lebrillo, aceite, sal, pimiento rojo, vinagre de vino blanco y ajos. Su nombre deriva del utensilio llamado mazo, o porra, con el que se machacaban los ingredientes en un cuenco. Se suele servir muy fría, acompañada de jamón serrano cortado en daditos y huevo duro. También puede presentarse con trozos de atún en aceite.
Este último ingrediente, así como el pimiento rojo, el vinagre y su mayor consistencia es la diferencia entre la porra antequerana y el salmorejo cordobés. El pan utilizado, el conocido como pan cateto o de lebrillo, de miga más compacta es responsable de que la porra sea más espesa. Se busca que la cuchara se mantenga en pie clavada en la porra.
En los festivales o concursos flamencos llamados «porra flamenca», es tradicional servir gratuitamente este plato acompañado de vino a los asistentes.